# Osamu Kobayashi
Osamu Kobayashi (小林 治 Kobayashi Osamu?), 9 de enero de 1945 es un animador y director de animación Japonés, conocido por Magical Angel Creamy Mami. 

## Biografía
Nació en Fuchuu-shi, Tokio. Pertenece a Ajia-do Animation Works. En 1963, entró a Toei Animation al mismo momento que Tsutomu Shibayama y Hayao Miyazaki. Era un animador en jefe, que trabajaba con Shibayama después de haber sido transferido a A Production (predecesora de Shin-Ei Animation). Fundó Ajia-do Animation Works con Shibayama en 1978.
Existe otro animador y director también llamado Osamu Kobayashi (1967 -2021), que dirigió series de anime como Paradise Kiss y Beck.

## Filmografía
- Magical Angel Creamy Mami
- Kimagure Orange Road
- Onegai! Samia-don
- Chiisana Obake Acchi, Kocchi, Socchi

- Datos: Q3356916